# CSME3
A CSME3 (oroszul: ЧМЭ – чехословацкий маневровый тепловоз с электрической передачей; magyar átírásban: csehoszlovackij manyovrovij tyeplovoz sz elektricseszkoj peredacsej, magyarul: villamos erőátvitelű csehszlovák dízel tolatómozdony) csehszlovák gyártmányú hattengelyes dízel-elektromos tolatómozdony, melyet a ČKD Praha gyártott 1963-tól 1994-ig a Szovjet Vasutak számára. Napjainkban nagyobb mennyiségben Oroszországban, Belaruszban és Ukrajnában üzemel. Normál nyomtávolságú változata a T–669 sorozat, melyet a Csehszlovák Államvasutak (ČSD) számára készítettek, de használták Albániában, Lengyelországban, Irakban és Szíriában is.

## Története
A prágai ČKD az 1960-as évek elején kezdte el egy új tolatómozdony kifejlesztését a Csehszlovák Államvasutakon használt T 458.1 tolatómozdony lecserélésére, amely az elégtelen vonóereje miatt már nem felelt meg a nehéz tehervagonok mozgatására, azért többnyire párban kellett használni őket. Ezzel egyidőben a Szovjet Vasutak is hasonló igényekkel jelentkezett, ahol a szintén csehszlovák gyártmányú CSME2 teljesítménye volt elégtelen. A csehszlovák és a szovjet részről jelentkező igényekre a ČKD egy közös fejlesztési projektet indított el Bohumír Jankovský vezetésével. Ez a jármű a Szovjetunióban CSME3, míg Csehszlovákiában a T 669.0 típusjelzést kapta.
Mind a szovjet, mind a csehszlovák sorozat első példányai 1963-ban készült el. A CSME3-001 és CSME3-002 pályaszámú mozdonyokat 1963 végén érkeztek meg a Szovjetunióba és a Moszkvai Vasúti Igazgatóság Ljublinói fűtőházhoz kerültek, míg egy normál nyomtávolságú prototípust a Csehszlovák Államvasutak kapott. A próbaüzem alatt szerzett kedvező tapasztalatok alapján 1964-ben elkezdődhetett a sorozatgyártásuk, majd 1965-ben állt üzembe a Szovjetunióban.